# Alcis bistrigata
Alcis bistrigata là một loài bướm đêm trong họ Geometridae.